# Fluido de tracción

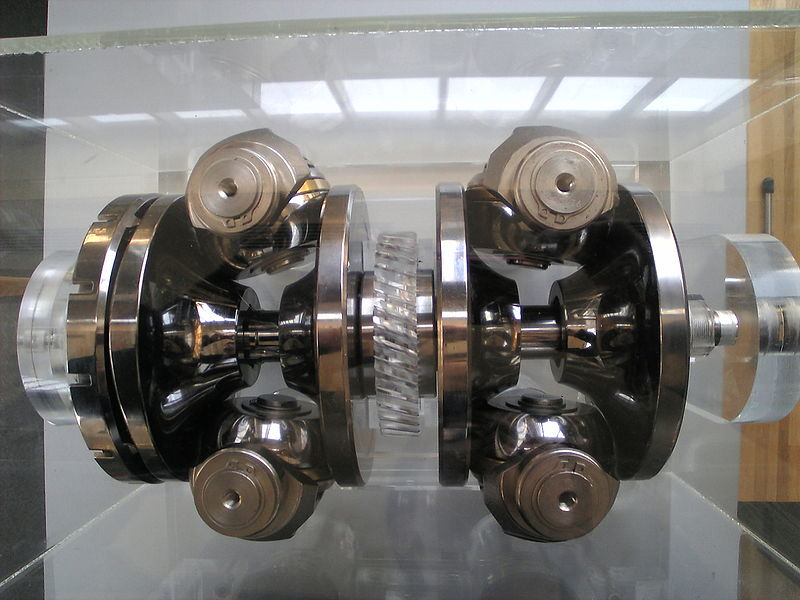
Transmisión CVT Extroid basada en elementos metálicos lisos y un fluido de tracción.

Un fluido de tracción se define a partir de sus propiedades reológicas: a baja presión es un líquido con una viscosidad pequeña o moderada pero, a presiones muy altas (entre 1 GPa y 3 GPa) se transforma en sólido. Estas propiedades hacen que los fluidos de tracción se puedan emplear en transmisiones mecánicas por fricción con elementos transmisores de par de materiales metálicos lisos.
En 1968 las compañías Monsanto y Sun Oil presentaron el primer fluido de tracción llamado Santotrac.

## Introducción
La exposición de las propiedades y beneficios de los fluidos de tracción puede ser más comprensible con algunas explicaciones previas. La aplicación más importante de los fluidos de tracción es su uso en transmisiones de velocidad variable. Los problemas de estas transmisiones se pueden considerar como la síntesis de casos más sencillos y conocidos como los que se presentan a continuación. 

### Ferrocarriles
Los sistemas de tracción con elementos metálicos lisos han sido usados, por lo menos, desde la aparición de los ferrocarriles. Las ruedas motrices de la locomotora son de acero y lisas, metro que los carriles también son de acero y lisos. La capacidad de transmitir potencia está limitada por el coeficiente de rozamiento entre rueda y carril (en el caso metal-metal es muy bajo) y la fuerza perpendicular que la rueda aplica sobre la vía.
Por los motivos anteriores la pendiente de las vías de un ferrocarril convencional es limitado. En ferrocarriles de montaña, con pendientes pronunciadas, hay que adoptar el sistema de cremallera (las ruedas de tracción dejan de ser lisas). De manera análoga, por culpa de la baja fricción metal-metal, existe la tradición de tirar arena a la vía en las frenadas y las aceleraciones bruscas, limitando el deslizamiento de las ruedas sobre la vía..

### Cajas de cambios de ruedas dentadas
En una caja de velocidades convencional de un automóvil, la transmisión de potencia (un cierto par motor a una determinada velocidad de rotación) se efectúa entre ruedas dentadas. El coeficiente de rozamiento debe ser el menor posible y la ayuda de un lubricante es beneficiosa. 

### Rodamientos
Los rodamientos sirven para soportar cargas (fuerzas) perpendiculares. Las fuerzas pueden ser muy altas pero no hay transmisión potencia. Las fuerzas tangenciales son nulas. Las tensiones sobre los elementos (bolas y pistas de rodadura) son muy altas. 

### Resumen preliminar
Podría decirse que las transmisiones basadas en el rozamiento (transmisiones de tracción) -con relación de transmisión fija o variable combinan los sistema de tracción de los trenes y las tensiones de contacto de Hertz de los rodamientos. 

## Variadores basados en el rozamiento
Un variador de velocidad basado en el rozamiento de dos elementos metálicos giratorios se puede simplificar en la descripción siguiente: hay un elemento primario (motor) que gira a la velocidad del motor (velocidad de entrada); también hay un elemento secundario (receptor) que gira a la velocidad determinada por el elemento de entrada, la geometría respectiva (relación de transmisión) y el contacto entre los dos elementos. La transmisión de potencia es similar a la de las ruedas de una locomotora hacia la vía. 
La velocidad de salida variable se obtiene variando la posición relativa entre los elementos de entrada y de salida, acción que determina una relación de transmisión variable. Los dos elementos metálicos lisos y en contacto están forzados por un empujón (fuerza perpendicular a las superficies de contacto) considerable. En principio la presencia de un lubricante parecería desaconsejable. En el caso de la locomotora del aceite haría patinar las ruedas motrices. 

### Primeras patentes
- La primera patente data de 1877, en beneficio de CW Hunt. El sistema incorporaba un tercer elemento entre el primario y el secundario. Orientando la posición de este tercer elemento se obtenía una relación de transmisión variable.
- La segunda patente fue concedida en 1933 a Frank Anderson Hayes.[5] La fábrica de automóviles Austin la aplicó a algunos de sus automóviles.[6] Las transmisiones Hayes estaban diseñadas para trabajar en baño de aceite. Se trataba de un aceite especial que había que cambiar a menudo y que, de acuerdo con la teoría, obligaba a unas presiones de contacto más grandes entre los elementos de transmisión. El funcionamiento era correcto pero la vida útil era limitada (del orden de 10.000 km).

### Sistemas modernos
Sin entrar en detalle varias compañías, marcas comerciales y diseños diferentes de CVT s. Nombres como Perbury, Torotrak, Nissan-JATCO (toroidal),  Powertoros y otros, investigaron y produjeron transmisiones variables basadas en elementos de metal lisos de revolución. En algunos casos fueron comercializados algunos automóviles de gran potencia. En cada aplicación un fluido de tracción fue indispensable para transmitir potencias elevadas empleando variadores de dimensiones y pesos reducidos. 
- El 1999 fue comercializado por primera vez un automóvil con un CVT semi-toroidal (Nissan Cedric / Gloria Extroid).[9]

## Necesidad de los fluidos de tracción
La transmisión de potencia por rozamiento entre dos elementos circulares se produce por la fuerza tangencial de la superficie de contacto. Al mismo tiempo, la fuerza tangencial es igual al producto de la fuerza perpendicular y el coeficiente de rozamiento.
Pero el coeficiente de rozamiento acero-acero es muy bajo. Así, la transmisión de una potencia elevada exigiría una fuerza perpendicular muy alta. Las fuerzas muy elevadas aplicadas sobre superficies pequeñas fueron estudiadas por Heinrich Rudolf Hertz . Las tensiones concentradas (tensiones de contacto de Hertz)  pueden ser, y en muchos casos lo son, muy destructivas. Las transmisiones acero-acero sin lubricante o con un lubricante convencional tienen una vida muy corta y no son adecuadas para la mayoría de aplicaciones (transmisiones de automóviles en particular). 
Un fluido de tracción permite diseñar elementos de transmisión que funcionan sin entrar en contacto directo. La fuerza tangencial es transmite mediante el fluido de tracción (que en el área de contacto actúa como un sólido). A efectos prácticos el coeficiente de rozamiento aparente aumenta y las fuerzas perpendiculares (con las tensiones de Hertz asociadas) pueden ser más pequeñas. En la práctica esto implica unidades CVT más pequeñas y más ligeras, que pueden transmitir potencias elevadas con una vida útil satisfactoria. 
En el sistema Powertoros las ruedas metálicas no están en contacto directo. La fuerza se transmite por una capa de fluido de tracción de 1/1000 de mm.

## Otras aplicaciones
Los fluidos de tracción ofrecen la posibilidad de fabricación de reductores de ruedas lisas con una relación de transmisión constante. Las ventajas teóricos son muy importantes; hay una reducción de ruido muy sensible (a diferencia de los engranajes en las ruedas lisas no hay dientes que puedan chocar), y el rendimiento debería ser más elevado. Los costes de fabricación también deberían ser más económicos. Desde el punto de vista teórico, los reductores de ruedas lisas permiten obtener cualquier relación de transmisión. Los radios de la rueda motora y la rueda resistente pueden variar en proporciones infinitesimales, ofreciendo una variación continua de la relación de transmisión. Las ruedas dentadas ofrecen una variación discreta. Con un par de ruedas dentadas engranadas no todos los valores son posibles. El número de dientes debe ser entero. No hay ruedas dentadas, por ejemplo, 21,4 dientes. Si que hay ruedas dentadas de 21 dientes y de 22 dientes. 